# Бенефициарная реформа Карла Мартелла
Бенефициарная реформа Карла Мартелла — земельная реформа 730-х годов во Франкском государстве, по которой земельные пожалования королей (майордомов) военно-служилым слоям становились условной собственностью, передаваемой в пожизненное пользование на условии несения службы — придворной, административной, но главным образом — военной, при обязательном условии, что владелец земли будет сохранять верность королю и поддерживать его в военных походах.
Первые такие пожалования — бенефиции известны с 730-х годах в церковных владениях (см. Бенефиций). Изменилась социальная структура франкского общества, появился новый военный слой бенефициариев, связанных с королевской властью поземельными отношениями. В IX—X веках бенефиций приобрёл черты феода (лена). Бенефиций способствовал появлению профессиональных воинов-рыцарей, а также возникновению отношений личной верности и покровительства (вассалитета) между жалователем и бенефициарием. Бенефиций раздавали не только короли, но и крупные феодалы. Вскоре многие бенефициарии стали могущественнее королей.

## Причины
Заменив аллодиальные пожалования, истощавшие фонд королевских земель, бенефициями, Карл Мартелл надеялся подчинить престолу крупных землевладельцев угрозой отнятия у них пожалований; с помощью бенефициальной системы он рассчитывал создать взамен пришедшего в упадок пешего крестьянского ополчения боеспособное конное войско для борьбы с вторгшимися на территорию королевства в первой половине VII века арабами (см. Битва при Пуатье). Вооруженные всадники должны были быть состоятельными людьми, так как каждый должен был иметь коня и позаботиться о снаряжении. Постепенно на протяжении VIII—X веков в империи франков сформировалось военное сословие всадников, которые назывались рыцарями, у французов — шевалье (лат. milites), чьим единственным занятием была служба своему сеньору и война. Благодаря системе вассалитета рыцари были включены в систему феодального держания земли и этим управлялись, так как их военная служба стала неотделимой от земельной собственности.